# 坂本太郎 (漫画家)
坂本 太郎（さかもと たろう、1971年9月27日 - ）は、日本の漫画家。本名は坂本 博義(さかもと ひろよし)。青森県出身、現在青森市在住。血液型はA型。

## 経歴
主にエニックスの4コママンガ劇場（ドラゴンクエスト、スターオーシャン等）で執筆。『月刊少年ギャグ王』では「最後の楽園」、およびその続編である「最後の学園」を連載していたが、単行本化までには至らなかった。
スクリーントーンを使わないがシュールで綺麗に見える絵柄と、よく矢印で注釈を入れるのが特徴的。ネタに関しては不条理なものが多いため賛否が分かれる。ギャグを担当するキャラ（ほとんどが男）は生々しい絵柄で描かれるが、女キャラはほとんどが萌えを意識した美少女絵で描かれるという特徴を持つ。
『ヤングガンガン』2007年No.23にて新作読み切り「おじさん天使」を発表（『増刊ヤングガンガン』Vol.02及び『ヤングガンガン』2007年No.24にも掲載）。
2008年10月から2010年3月まで、ウェブコミックサイト『ガンガンONLINE』にて「おじいちゃん勇者」を連載していた。
2020年12月より、Twitterアカウントを坂本シヨロヒ(坂本旧太郎)名義で開設。漫画やイラストもアップされている。
2023年1月27日より、電子書籍配信会社の株式会社ナンバーナインを通じて各種電子書籍配信販売サイトにて、本名の坂本 博義名義で「坂本太郎名作劇場」シリーズを配信開始。そのシリーズ第1弾として「おじいちゃん勇者」を同日から配信開始。また配信開始に併せてTwitterアカウントの名義も、坂本博義(太郎)に変更。その後2023年6月2日に第2弾「最後の学園」、第3弾「最後の楽園」が配信開始となった。

## 作品リスト

### 連載作品
※全て電子書籍にて「坂本太郎名作劇場」シリーズとして販売中。(2023年12月24日現在)
- 最後の楽園（月刊少年ギャグ王）
- 最後の学園（月刊少年ギャグ王）
- おじいちゃん勇者（ガンガンONLINE）

### 読切作品
- おじさん天使（ヤングガンガン、増刊ヤングガンガン）
- ぱんでみ（増刊ヤングガンガン）
- 神々の食卓（増刊ヤングガンガンビッグ）
- 原始のチカラ（増刊ヤングガンガンビッグ）
- おの世の信長さん（ガンガンONLINE）

### その他
- 4コママンガ劇場にていくつかの巻において執筆。